# Shabab TV
Shabab TV ou Télévision Jeunesse (en arabe : تلفزيون الشباب) était l'une des seules chaînes de télévision privée irakienne. Contrôlée par Uday Hussein, fils de Saddam Hussein, elle avait pour objectif de divertir la jeunesse irakienne à travers des feuilletons sportifs, des dessins animés, des séries télévisées et autres catégories de divertissement, contrairement aux quelques autres chaînes nationales généralistes, comme l'Iraq TV.

## Présentation
Utilisant le système français SECAM, la deuxième chaîne régionale de Bagdad fondée le 30 juillet 1972 passe sous le nom de Shabab TV le 1er juillet 1993, structure privée et commerciale fondée par Uday Hussein. Elle réalise sa première diffusion le 17 juillet 1993.
Chaîne de télévision terrestre  en diffusion continue axée sur le divertissement, elle diffuse aussi des films occidentaux sous-titrés et des vidéoclips principalement pour la jeunesse tout en faisant l'objet de censures pour supprimer le langage grossier, le sexe et la violence afin que le contenu soit adapté à tous les âges.
En plus de la propagande pour le régime irakien, Saddam Hussein et pour Uday lui-même,, la diffusion incluait des publicités pour les entreprises locales mais aussi pour Pepsi Cola, l'une des seules chaînes à le faire, du fait de l'aspect privé et commercial de sa structure.
La chaîne cesse de diffuser après un bombardement des avions de combat de la coalition dans le complexe de radio et de télévision du quartier de Salhia à Bagdad à l'aube du 28 mars 2003.
Elle ne sera pas rétablie à la diffusion par l'autorité provisoire de la coalition, contrairement à la chaîne Al Iraqiya.

Ancien logo (diffusé au moins jusqu'en l'an 2000)